# Mapa do celów projektowych
Mapa do celów projektowych – opracowanie kartograficzne w geodezji obejmujące przygotowanie dokumentacji geodezyjnej (mapy sytuacyjno-wysokościowej) niezbędnej do wykonania projektu budowlanego na terenie Polski. Szczegółowy zakres i tryb wykonania mapy regulowało uchylone rozporządzenie Ministra Gospodarki Przestrzennej i Budownictwa z 21 lutego 1995 w sprawie rodzaju i zakresu opracowań geodezyjno-kartograficznych oraz czynności geodezyjnych obowiązujących w budownictwie podczas projektowania, budowy, remontu i utrzymywania obiektów budowlanych, dla których jest wymagane uzyskanie pozwolenia na budowę.
Mapa do celów projektowych jest opracowaniem powstałym na bazie aktualnej mapy zasadniczej. Na treść mapy do celów projektowych, poza elementami stanowiącymi treść mapy zasadniczej łącznie z granicami władania (własności) nieruchomości (działek), składają się: 
1. opracowane geodezyjnie linie rozgraniczające tereny o różnym przeznaczeniu, linie zabudowy oraz osie ulic, dróg itp., jeżeli zostały ustalone w miejscowym planie zagospodarowania przestrzennego lub w decyzji o ustaleniu warunków zabudowy i zagospodarowania terenu
2. usytuowanie zieleni wysokiej ze wskazaniem pomników przyrody
3. usytuowanie innych obiektów i szczegółów wskazanych przez projektanta, zgodnie z celem wykonywanej pracy

Skalę mapy do celów projektowych dostosowuje się do rodzaju i wielkości obiektu lub zamierzenia budowlanego, uwzględniając, iż: 
- skala map dla działek budowlanych nie powinna być mniejsza niż 1:500
- skala map dla zespołów obiektów budowlanych oraz terenów budownictwa przemysłowego nie może być mniejsza niż 1:1000
- skala map dla rozległych terenów z obiektami budowlanymi o dużym rozproszeniu oraz obiektami liniowymi może wynosić 1:2000

W przypadku istnienia mapy zasadniczej w postaci analogowej (nienumerycznej) dopuszcza się dwukrotne pomniejszenie lub powiększenie tej mapy celem wykonania mapy do celów projektowych. W razie braku mapy zasadniczej w odpowiedniej skali, projekt sporządza się na mapie jednostkowej, przyjętej do państwowego zasobu geodezyjnego i kartograficznego. 
Opracowanie mapy powinno zachować kolejność działań:
1. zaktualizowanie mapy zasadniczej (w tym o wykonane pomiary uzupełniejące oraz o dane ewidencji gruntów i budynków[2]). Ujawnienie na mapie zasadniczej a następnie na mapie do celów projektowych aktualnych danych ewidencyjnych, łącznie z tymi, które dotyczą granic użytków gruntowych i klas gleboznawczych, może nastąpić po uprzednim ujawnieniu tych danych w operacie ewidencyjnym. Pomiar użytków dla określonej działki powinien odzwierciedlać wyłącznie stan faktyczny na gruncie
2. sporządzenie kopii mapy zasadniczej
3. wniesienie treści mapy do celów projektowych

Prawidłowość wykonania mapy powinna być potwierdzona przez właściwy miejscowo ośrodek dokumentacji geodezyjnej i kartograficznej.